# Muzeum Wody w Lizbonie

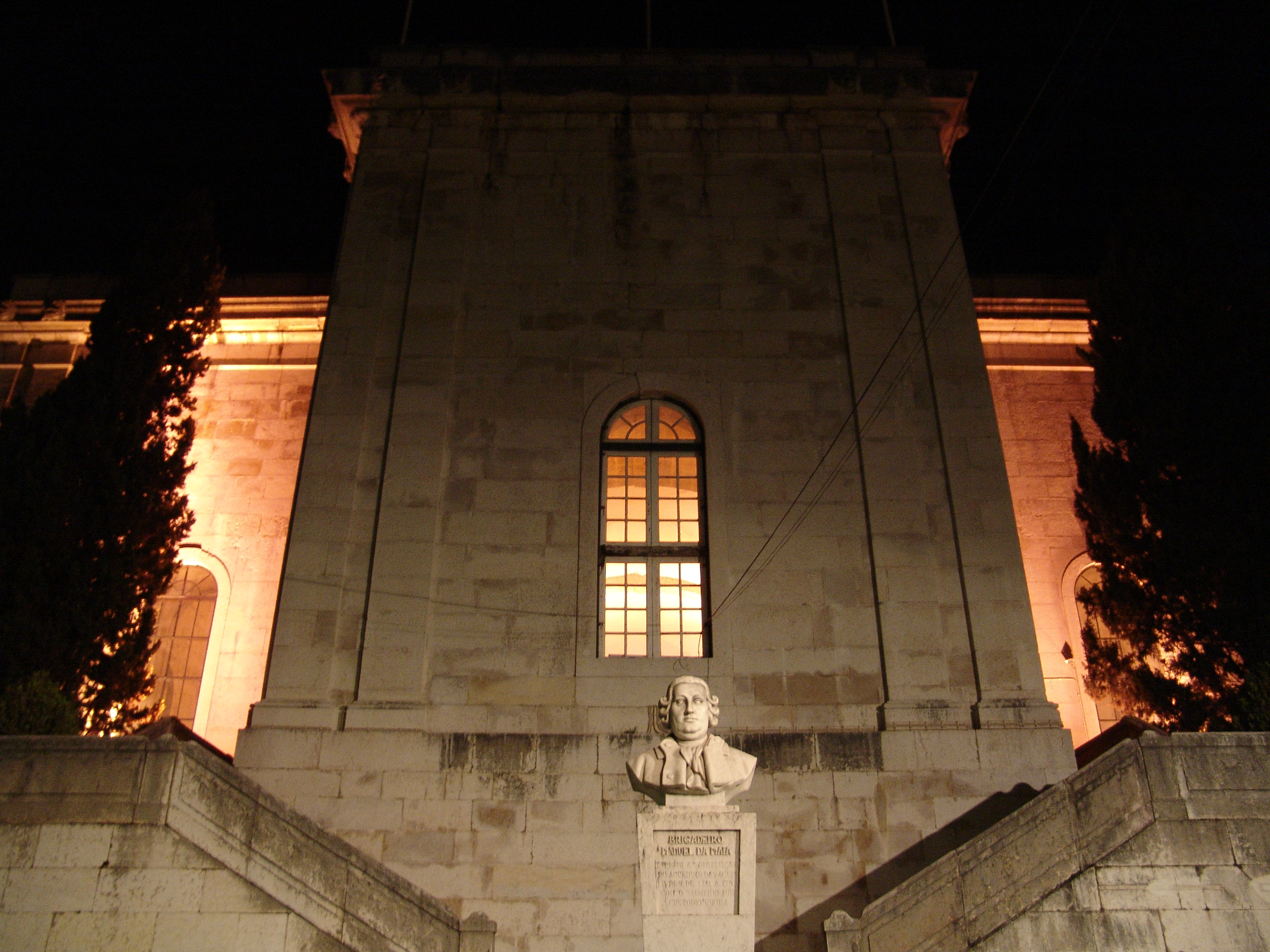
Wejście do muzeum

Muzeum Wody w Lizbonie (port. Museu da Água) – muzeum poświęcone wodzie, zlokalizowane w stolicy Portugalii.
Muzeum mieści się w wybudowanej w 1880 roku dawnej stacji pomp Barbadinhos. Zachowały się cztery oryginalne duże silniki parowe, z których jeden został odnowiony i jest uruchamiany w celach pokazowych. Pompy były eksploatowane do roku 1928. W muzeum znajduje się również część lizbońskiego akweduktu z 1746.
W 1990 roku muzeum zostało wyróżnione nagrodą przyznawaną przez Radę Europy.